# Nova Gestão Pública
Nova Gestão Pública (do inglês: New Public Management) é uma filosofia de gestão que prega a utilização sem adaptações de práticas de gestão adotadas no setor privado na Administração Pública, com o intuito de lograr eficiência, redução custos e obtenção de maior eficácia na prestação de serviços. Este termo foi cunhado por Christopher Hood em 1991 em um artigo seminal intitulado "A Public Management for All Seasons?", mas só ganhou notoriedade quatro anos depois, após ser debatido pelo mesmo autor no artigo "“New Public Management” in the 1980’s: Variations on a theme.".
No NPM, os cidadãos são vistos como "clientes" e os servidores públicos são vistos como gestores públicos. O NPM tenta realinhar a relação entre gestores de serviços públicos e seus superiores políticos, fazendo uma relação paralela entre os dois. De acordo com Carolina Angion (2012,:8), esta nova forma de se pensar a gestão pública propõe “a diminuição do aparelho do Estado; a desregulamentação; o controle fiscal, a privatização de empresas públicas e a aplicação de técnicas empresariais no âmbito governamental”.   
As reformas do NPM utilizam abordagens como desagregação, iniciativas de satisfação do cliente, esforços de atendimento ao cliente, aplicação de um espírito empreendedor ao serviço público e introdução de inovações. O sistema NPM permite que "o gestor especialista tenha maiores critérios".  Linda Kaboolian, autora e Instrutora do departamento de Saúde Publica de Harvard define: "Gestores Públicos sob as reformas da Nova Gestão Pública podem fornecer uma gama de opções entre as quais os clientes podem escolher, incluindo o direito de optar por não participar completamente do sistema de prestação de serviços".

## Aspectos
A NPM foi aceita como o "padrão ouro para a reforma administrativa"  na década de 1990. A ideia de usar esse método para a reforma do governo era que, se os princípios do setor privado orientados pelo governo fossem usados em vez de uma burocracia hierárquica rígida, ele funcionaria com mais eficiência. A NPM promove uma mudança da administração burocrática para a gestão profissional de negócios. A NPM foi citada como a solução para problemas de gestão em vários contextos organizacionais e na formulação de políticas na educação e na reforma da saúde.
Os princípios básicos da NPM podem ser melhor descritos quando divididos em sete diferentes aspectos elaborados por Christopher Hood em 1991. Hood também inventou o próprio termo NPM. Eles são os seguintes:

### Descentralização
Os defensores da NPM frequentemente passaram de uma estrutura de administração unida para uma estrutura descentralizada na qual os diretores adquirem adaptabilidade e não são limitados às restrições da organização.

### Redução de custos
O mais eficaz, que levou à sua ascensão à popularidade global, concentra-se em manter o custo baixo e a eficiência alta. "Fazer mais com menos"  além disso, a redução de custos estimula a eficiência e é uma forma que a diferencia das abordagens tradicionais de gestão.

## Comparações com a Nova Administração Pública
A Nova Gestão Pública é muitas vezes erroneamente confundida com a Nova Administração Pública. O movimento da Nova Administração Pública foi estabelecido nos EUA durante o final dos anos 1960 e início dos anos 1970. Embora possa haver algumas características em comum, os temas centrais dos dois movimentos são diferentes. O principal impulso do movimento da Nova Administração Pública foi alinhar a administração pública acadêmica com um movimento anti-hierárquico igualitário que era influente nos campos universitários dos EUA e entre os trabalhadores do setor público. Em contraste, a ênfase do movimento da Nova Gestão Pública cerca de uma década depois era firmemente normativa gerencial, pois enfatizava a diferença que a gestão poderia e deveria fazer na qualidade e eficiência dos serviços públicos. Foca-se nas funções de produção do serviço público e questões operacionais contrastadas com o foco na prestação de contas pública, valores do serviço público "empregador modelo", "devido processo legal" e o que acontece dentro das organizações públicas na administração pública convencional.
A tabela abaixo apresenta uma comparação lado a lado dos aspectos/características centrais dos dois sistemas. 
| Nova Gestão Pública          | Nova Administração Pública         |
| ---------------------------- | ---------------------------------- |
| Abordagem prática            | Anti-hierárquico, anti-positivista |
| Padrões explícitos           | Cidadania Democrática              |
| Ênfase no controle de saída  | Regulamentos internos              |
| Divisão de unidades          | Equidade                           |
| Importância do setor privado | A importância dos cidadãos         |
| Melhorar processos de tempo  | Estabilidade                       |
| Maior uso do dinheiro        | Socioemocional                     |